# Peter Kühnemuth
Peter Kühnemuth, auch Jacob Kühnemuth (* 14. August 1794 in Frankershausen; † 13. November 1868 ebenda), war  ein deutscher Schultheiß sowie Mitglied der Kurhessischen Ständeversammlung.

## Leben
Peter Kühnemuth war in seinem Heimatort Schultheiß (heute:Bürgermeister) und erhielt im Jahre 1833 in dieser Funktion ein Mandat für die kurhessische Ständeversammlung, gewählt aus der Gruppe der Bauern des Werrastroms.
Kühnemuth galt als gemäßigt liberal. 
Die Ständeversammlung wurde nach den Unruhen im Jahre 1830 zum Zweck der Beratung und Verabschiedung einer Verfassung gebildet und hatte bis 1866 Bestand, als das Land Hessen durch Preußen annektiert wurde.